# Унгарска визла

## Унгарската визла куче
Елегантната визла първоначално е създадена в Унгария за посочване и апортиране, но през последните 20 години тя получава още едно предназначение – на високо ценен домашен любимец. Въпреки това оригиналното и предназначение не е забравено. В Канада острокосместата разновидност често може да бъде видяна с ловците през уикендите. Визлата има добро обоняние, прилежно изпълнява задачите и апортира с ентусиазъм както дивеч, така и топка за тенис.

## История
Името е използвано за първи път през 1510 г., за да обозначи резултата от кръстосването на изчезналата туземна порода с Жълто турско куче. Днешното късокосместо ловджийско куче е създадено през петдесетте години на XIX век.

## Темперамент
Изпълнителна, надеждна, здрава. Лесна за дресиране.

## Глава
Слаба и мускулеста; дългата муцуна се стеснява към четвъртит край.

## Очи
Средно големи, живи и будни.

## Уши
Тънки и копринени, със заоблени връхчета, висящи до страните.

## Тяло
Силно и пропорционално.

## Козина
Гъста, права, гладка, лъскава и къса; приляга плътно към тялото и няма подкосъм.

## Крайници
Дълги бедра, с ниски скакателни стави. Прави, силни мускулести предни крайници.

## Опашка
Традиционно се купираше при работните кучета.